# 中国大学排行榜
中国大学排行榜是中国大陆一些咨询机构发布的大体上以各高校综合实力和依据的排名情况。比较著名的有武书连发布的《中国大学评价》等；此外还有武汉大学中国科学评价研究中心发布的《世界一流大学与科研机构竞争力评价报告》、山东省高等教育评估所中国大学排行榜、網大中國大學排行榜、中國校友會網中國大學排行榜、ABC中国大学排行榜(CNUR)等。

## 爭議
中国教育部门曾明确表示不制作官方的大学排名，虽然自从三十年代开始就有民国四大名校、全国前十名、北约联考、华约联考等说法，但都是基于大学的名气和学术声望。中国教育部门只进行国家重点学科的评估，依国家重点学科的评估結果，目前在该评估中学科优势较为明显的学校有北京大学、清华大学、南京大学、山东大学、中国人民大学、北京理工大学、复旦大学、上海交通大學、浙江大学、中国科学技术大学、武汉大学、东华大学、厦门大学、中山大学、南开大学、西安交通大学等。